# Magnus Chrona
Magnus Chrona (Skellefteå, Suecia, 28 de agosto de 2000) es un jugador profesional sueco de hockey sobre hielo que se desempeña en la posición de guardameta en San Jose Sharks, equipo de la National Hockey League (NHL).

## Carrera
Fue seleccionado en la quinta ronda en la NHL Entry Draft de 2018. En 2023 hizo su debut profesional con el equipo San Jose Sharks, donde lleva jugando una temporada.